# Fanny Clavien
Fanny Clavien, née le 21 avril 1987 à Miège, est une karatéka suisse 14 fois championne de Suisse, triple championne d'Europe et une journaliste-présentatrice sur la chaîne régionale romande Canal9.

## Biographie
Fanny Clavien commence le karaté dès son plus jeune âge. Elle devient trois fois championne d’Europe de karaté en 2008, à Tallinn (Estonie), en 2011 à Zurich (Suisse) et en 2014 à Tampere (Finlande). Parallèlement, elle est journaliste-présentatrice sur la chaîne régionale romande Canal9.

## Résultats
| Résultat      | Date         | Épreuve                   | Catégorie | Compétition                                  | Ville hôte                         |
| ------------- | ------------ | ------------------------- | --------- | -------------------------------------------- | ---------------------------------- |
| [ 4 ]         | Février 2005 | Kumite individuel + 57 kg | Cadettes  | Championnats d'Europe juniors et cadets 2005 | Thessalonique, en Grèce            |
| [ 5 ]         | Février 2006 | Kumite individuel + 60 kg | Juniors   | Championnats d'Europe juniors et cadets 2006 | Podgorica, en Serbie-et-Monténégro |
| [ 6 ]         | Février 2007 | Kumite individuel + 60 kg | Juniors   | Championnats d'Europe juniors et cadets 2007 | İzmir, en Turquie                  |
| [ 7 ]         | Mai 2007     | Kumite individuel + 60 kg | Seniors   | Championnats d'Europe 2007                   | Bratislava, en Slovaquie           |
| [ 8 ]         | Octobre 2007 | Kumite individuel + 60 kg | Juniors   | Championnats du monde juniors et cadets 2007 | İstanbul, en Turquie               |
| 5e place      | Février 2008 | Kumite individuel + 60 kg | Juniors   | Championnats d'Europe juniors et cadets 2008 | Trieste, en Italie                 |
| Médaille d'or | Mai 2008     | Kumite individuel + 60 kg | Seniors   | Championnats d'Europe 2008                   | Tallinn, en Estonie                |
| Médaille d'or | Mai 2011     | Kumite individuel - 68 kg | Seniors   | Championnats d'Europe 2011                   | Zurich, en Suisse                  |
| Médaille d'or | Mai 2014     | Kumite individuel + 68 kg | Seniors   | Championnats d'Europe 2014                   | Tampere, en Finlande               |